# If You're Out There
If You're Out There è un brano musicale del cantante John Legend, pubblicato come secondo singolo dell'album, Evolver, realizzato con la collaborazione dell'Agape Choir. Il singolo è stato pubblicato digitalmente il 24 agosto 2008. Il brano è ispirato alla campagna presidenziale di Barack Obama ed è stato successivamente reso disponibile sul sito di Obama per il download gratuito. Il brano fa riferimento anche ad una frase pronunciata da Gandhi, "Be the change you want to see in the world," con i versi "We don't have to wait for destiny / we should / be the change that we / want to see.

## Tracce
Sownload digitale
1. If You're Out There - 4:20

## Classifiche
| Classifica (2008)          | Posizione più alta |
| -------------------------- | ------------------ |
| Dutch Top 40 (Paesi Bassi) | 41                 |